# 足利聡氏
足利 聡氏（あしかが さとうじ/としうじ）は、幕末・明治初期の大名。下野喜連川藩の第12代（最後）の藩主・知藩事。

## 生涯
幕臣1400石高家職・宮原摂津守義直の次男として江戸に生まれる。実母は宮原家の家女。明治2年（1869年）4月8日に先代足利（喜連川）縄氏の養嗣子となり、同年5月5日に縄氏が隠居したために家督を相続した。同年6月18日、従五位下・左馬頭に叙任する。版籍奉還に伴い、喜連川藩の知藩事に任ぜられる。
明治3年（1870年）7月18日に知藩事を返上、喜連川藩は日光県に合併された。同日に東京在住を命じられ、明治4年（1871年）2月5日に永世禄として現米193石を下賜された。
明治9年（1876年）9月3日に病のため隠居し、先代縄氏の長男の足利於菟丸を養嗣子として家督を譲る。同年9月25日、実家の宮原家へ復籍する。なお、隠居・離籍の本当の理由は、債務返済の行き詰まりのためであった。大正10年（1921年）1月21日に死亡、享年65。妻のうめは昭和17年（1943年）1月17日に死亡、享年71。宮原家の方の家督は実子の宮原巌夫が相続した。

## 系譜
父母
- 宮原義直（実父）
- 足利縄氏（養父）
- 宮原義路（養父）

正室
- うめ

子女
- 宮原厳夫

養子
- 足利於菟丸 ー 足利縄氏の長男